# Tellimaähnliche Peltoboykinie
Die Tellimaähnliche Peltoboykinie (Peltoboykinia tellimoides) ist eine Pflanzenart aus der Gattung Peltoboykinia in der Familie der Steinbrechgewächse (Saxifragaceae).

## Merkmale

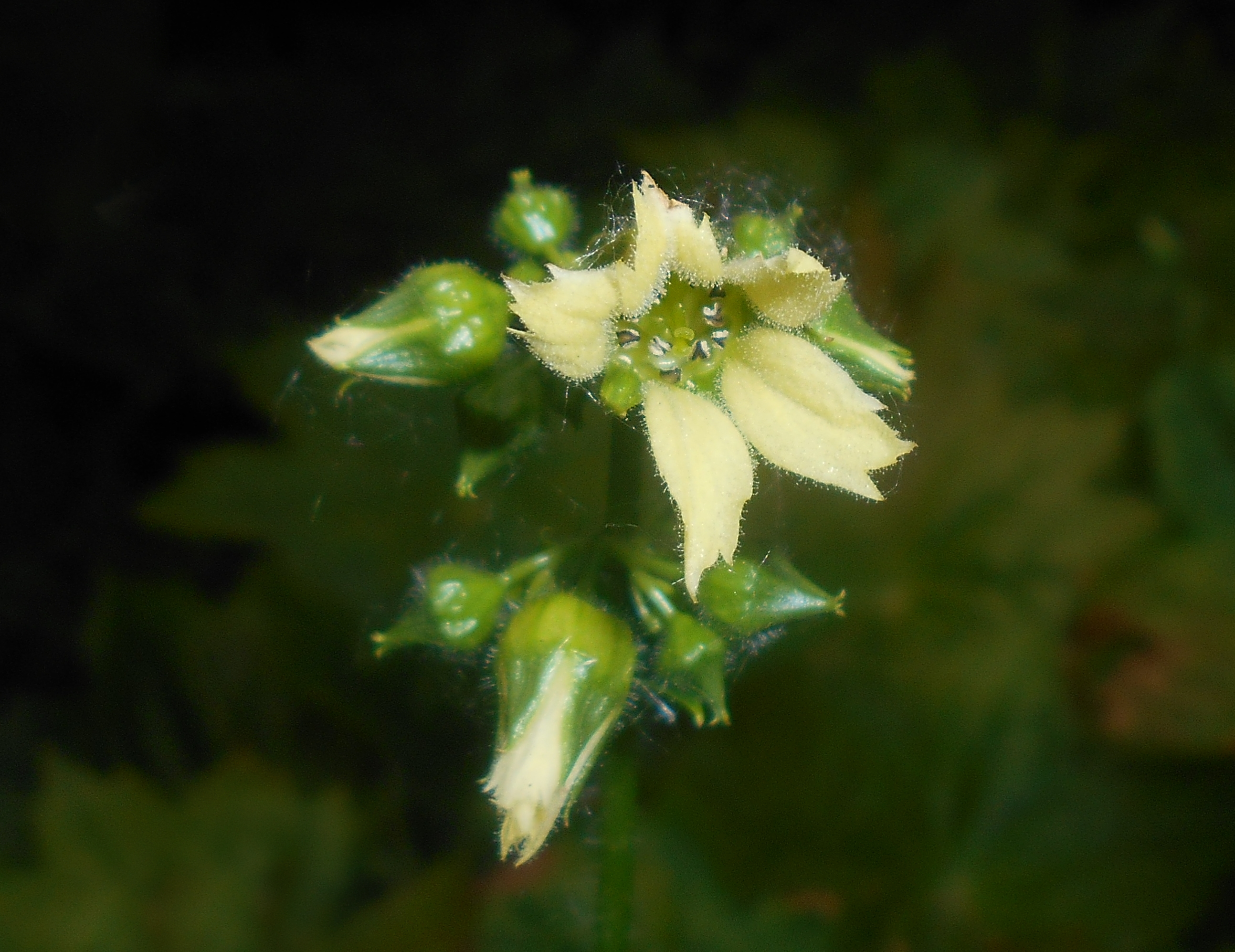
Blütenstand

Die Tellimaähnliche Peltoboykinie ist eine ausdauernde Pflanze, die Wuchshöhen von 30 bis 80 Zentimeter erreicht. Die Pflanze bildet ein Rhizom aus. Die Blätter sind schildförmig und lang gestielt. Der größte Teil der Blattrandsegmente ist breiter als lang. Die Blütenstände befinden sich am Ende des 30 bis 60 Zentimeter langen Stängels. Die 2 oder 3 Stängelblätter sind fast sitzend. Die Kelchzipfel sind 4 bis 5 Millimeter lang und aufrecht. Die 5 Kronblätter messen 1 bis 1,2 × 0,5 Zentimeter, sind an der Spitze gezähnt und hellgelb gefärbt. Es sind 10 Staubblätter und 2 Griffel vorhanden.
Blütezeit ist von Juni bis Juli.
Die Chromosomenzahl beträgt 2n = 22.

## Vorkommen
Die Tellimaähnliche Peltoboykinie kommt in Japan auf Honshū und in China in Nord-Fujian in Bergwäldern und schattigen Schluchten in Höhenlagen von 1100 bis 1900 Meter vor.

## Nutzung
Die Tellimaähnliche Peltoboykinie wird selten als Zierpflanze für Gehölzgruppen genutzt.